# 43793 Mackey
43793 Mackey è un asteroide della fascia principale. Scoperto nel 1990, presenta un'orbita caratterizzata da un semiasse maggiore pari a 2,5470734 UA e da un'eccentricità di 0,2187107, inclinata di 5,23775° rispetto all'eclittica.
L'asteroide è dedicato al musher statunitense Lance Mackey.